# James Nachtwey

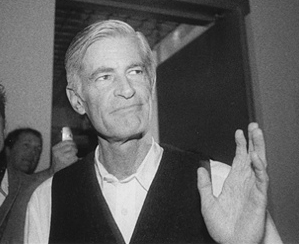
James Nachtwey.

James Nachtwey (Siracusa, Nueva York, 1948) es un influyente fotógrafo de guerra estadounidense.

## Trayectoria
Nacido en Syracuse y criado en Massachusetts, se formó en Historia del Arte y Ciencias Políticas. Influenciado por las imágenes de la Guerra de Vietnam y del Movimiento por los derechos civiles de los afroamericanos, decidió hacerse fotógrafo. Trabajó a bordo de navíos de la marina mercante y, mientras aprendía a fotografiar, trabajó como interino en la de edición de películas documentales y como camionero. 
En 1976 comenzó a trabajar como fotógrafo de periódicos en Nuevo México y, en 1980, se mudó a Nueva York para dar inicio a una carrera como fotógrafo freelance para revistas. Su primer trabajo como fotógrafo internacional fue la cobertura del movimiento civil en Irlanda del Norte en 1981 durante la huelga de hambre protagonizada por miembros del IRA y del INLA. Desde entonces, se ha dedicado a documentar guerras, conflictos y situaciones sociales precarias. 
Desde 1984 es fotógrafo de la revista Time. Estuvo asociado a Black Star de 1980 a 1985 y fue miembro de la agencia Magnum de 1986 a 2001. En este año participó en la fundación de la agencia de fotografía VII Photo Agency. Hizo exposiciones individuales en el Centro internacional de Fotografía (ICP) de Nueva York, en la Bibliothèque Nationale de France en París, en el Palazzo delle Esposizioni de Roma, en el Museum of Photographic Arts de San Diego, en la Culturgest de Lisboa, en el Círculo de Bellas Artes de Madrid y en la Fahey/Klein Gallery de Los Ángeles, entre las más destacadas. Está asociado a la Royal Photographic Society y es doctor honoris causa en artes de la Facultad de Artes de Massachusetts.
En 2001 se publicó el documental War Photographer basado en su obra, dirigido por Christian Frei y nominado a los Oscar como mejor película documental.
En 2003, trabajando para la revista Time en Bagdad fue herido por una granada cuando acompañaba una patrulla del Ejército de los Estados Unidos. Quedó inconsciente algunos días.

## Obra
- Deeds of War (1999, editorial Thames & Hudson)
- Inferno (2001, editorial Phaidon Press)

## Premios y galardones
Ha recibido diversos premios:
- Common Wealth Award
- Martin Luther King Award
- Dr. Jean Mayer Global Citizenship Award
- Henry Luce Award
- Medalla Robert Capa (cinco veces, en 1983, 1984, 1986, 1994 y 1998).
- Mejor foto del año según World Press Photo en 1993(por una foto sobre la hambruna en Somalia (ver] (enlace roto disponible en Internet Archive; véase el historial, la primera versión y la última).)) y 1995 (por una foto sobre el genocidio en Ruanda (ver] (enlace roto disponible en Internet Archive; véase el historial, la primera versión y la última).))
- Magazine Photographer of the Year (siete veces)
- International Center of Photography Infinity Award (tres veces)
- Leica Award (dos veces),
- Bayeaux Award Sea War Correspondents (dos veces)
- Alfred Eisenstaedt Award
- Canon Photo Essayist Award
- William Eugene Smith Memorial Grant.
- Premio Luka Brajnovic de Comunicación (2015)[1]
- Premio Princesa de Asturias de Comunicación y Humanidades 2016[2]